# عطا الله (جزائري)
أحمد بن بوزيد المكنّى الشيخ عطا الله ولد يوم 31 ديسمبر 1970 توفي في 02 نوفمبر 2016، فكاهي ومسرحي وسياسي ولد بقرية تسمى ديار محاد بن بوزيد بمدينة عين الحجر بلدية الإدريسية في ولاية الجلفة.

## تعليمه وسيرة حياته
تلقى الشيخ عطا الله تعليمه الابتدائي في مسقط رأسه ثم انتقل إلى الإدريسية أين حفظ القرآن الكريم على يد الشيخ «إبراهيم شويحات»، ليُكمل دراسته بمتوسطة طاهري عبد القادر وهنا ظهرت اولى بوادره الفنية حيث كانت له بعض اللمسات المسرحية مما جعله مثار إعجاب أساتذته وزملائه لينتقل بعدها إلى الثانوية أين أسّس رفقة مجموعة من الزملاء أول فرقة مسرحية كانت لها عروض مميزة ليواصل رحلته لينتقل إلى عاصمة الهضاب الجلفة حيث التحق بمدرسة الكونغ فو وو شو الرياضة القتالية المفضلة له والتي حاز منها على الحزام الأسود درجة أولى على يد المدرب «محمد عثماني»..
وهنا ظهرت الازدواجية الإبداعية لدى الشيخ عطا الله حيث زاوج بين الفن والرياضة قدم للأطفال الكثير وأدخل البهجة إلى قلوب الآلاف من أطفال المدارس كما له كتابات في أدب الطفل، وليواصل الشيخ عطا الله رحلته العصامية تجاه العاصمة في عام 1992 ليعمل منشطا إذاعيا لدى القناة الثالثة الفرنسية وعند تردي الأوضاع الأمنية عاد ليشغل منصب مدير دار الشباب كما عرضت عليه عدة مناصب إدارية استقال منها الواحدة تلوى الأخرى لأنه كما كان يقول دائما إنّ «الوظيفة هي سجن الفنان».

## ابتكاره المنولغ السمعي
ولاحتكاكه الكبير بالطبقات المحرومة وإحساسه بمعاناتها، أخرج إلى الوجود فنا لم يكن معروفا من قبل، إنه فن «المونولوغ السمعي» التي كانت له فيه عدة أشرطة يعرفها الجمهور الواسع والعريض للفنان (الدشرة - جلول - السكنات - العوج واللوج - الرشوة - الدعم الفلاحي - رسالة إلى الوالي –الحراقة- التشريعيات - غزة -......الخ).
بالموازاة، كان ينشّط الحصة الفكاهية التربوية الفهامة من إخراج محمد صحراوي التي لاقت رواجا كبيرا لمدة خمسة سنوات، وأطّل علينا بالمسلسل التلفزيوني «ازرع ينبت» و«عمارة الحاج لخضر» وفيلم «التلغرام»، قبل أن يُنتخب 17 مايو 2007 نائبا في المجلس الشعبي الوطني واستمرّ لعهدة واحدة فحسب وخسر في جمع الاصوات لعهدة ثانية بحصوله على أقل من ربع مقعد حين ترشح على رأس الحزب الجمهوري التقدمي.
وفي الثامن عشر جانفي 2016 انتخب «عطا الله» أمينا عاما لنقابة الفنانين في أعقاب الملتقى الوطني الذي احتضنته الجلفة.

## السخرية من الفهامة إلى البرلمان
ظلّ «عطا الله» يوصف على أنّه من «أغرب» الشخصيات التي دخلت البرلمان، فبعد سنوات أنفقها في حصة «الفهامة» الشهيرة، وتحوّله إلى «نجم» خاض بأسلوبه الساخر والفكاهي في ركام المشاكل الاجتماعية والسياسية، دخل الغرفة التشريعية كنائب حرّ بمسلكين متناقضين، ونقل معه صراعا فنيا سياسيا في مساجلاته المحتدمة مع الوزراء بينهم «عمارة بن يونس».
واللافت إنّ حملة «عطا الله» التي أوصلته إلى البرلمان، لم تقم قبل تسع سنوات على الشعارات الرنانة، بل اتخذ لها المتوفى عبارة بسيطة موحية «عايشين خسارة ومترشحين زكارة وما ينفع غير الصح».

## نائم في البرمة
في حملته المذكورة، حرص الراحل على توزيع الحلوى في كل مكان، واختلط بالقاعدة الجماهيرية، لكن المثير للانتباه، أنّ «عطا الله» الذي حمل في محفظته البرلمانية شكاوى أهل بلدته ووعدهم بتحقيق أمانيهم سياسيا وفنيا، انتقد لاحقا ما سماها «يوميات نائب من الأرياف» عبر ألبوم وسمه «تشريفات» تضمّن أغنية «نائم في البرمة» على وزن «نائب في البرلمان»، وأقدم فيه المتوفى على انتقاد «بن بوزيد البرلماني» من لدن «بن بوزيد الفنان» بأسلوب ساخر كرّس فيه انتقاد الذات.
ويعدّ «الشيخ عطاء الله» من شعراء الملحون، حيث كان مبدعا متفردا لقصائد مستوحاة من التراث الشعبي ومقلدا كبيرا للأصوات، حيث قلد الكثير من المطربين في المشرق والمغرب.
من أقواله: «مللنا حياة المدينة وضوضائها ونريد العودة إلى الأصالة، إلى الخيمة، إلى نقاء الريف وأهله الذي يمثل الجزائر العميقة، وأصالتها».

## وفاته
لقي «الشيخ عطا الله»، عصر الأربعاء 2 تشرين الثاني 2016، حتفه في حادث مرور أليم بغرداية حيث كان على متن سيارة أجرة، هذه الأخيرة اصطدمت بمركبة رباعية الدفع على مستوى محور القرارة – غرداية، وتسبّب الحادث في مصرع البرلماني السابق فضلا عن ثلاثة أشخاص آخرين، وجرى نقل جثامين الضحايا الأربع إلى مصلحة حفظ الجثث بمستشفى زلفانة التابع لعاصمة ميزاب.